# André Willequet
 (novembre 2016).
Si vous disposez d'ouvrages ou d'articles de référence ou si vous connaissez des sites web de qualité traitant du thème abordé ici, merci de compléter l'article en donnant les références utiles à sa vérifiabilité et en les liant à la section « Notes et références ».
André Willequet, né le 3 janvier 1921 à Bruxelles et mort le 1er juillet 1998 à Uccle, est un sculpteur belge.
Ayant fait ses études primaires et secondaires à Luxembourg, il poursuit entre 1940 à 1945 des études de sculpture monumentale à l’ENSAAD (la Cambre) à Bruxelles dans l’atelier d’Oscar Jespers.

## Œuvres
- 1962 : Torso, au Musée de Sculpture en plein air de Middelheim
- 1964 : L'Aigle, au Musée d'art contemporain en plein air du Sart Tilman, Université de Liège.
- 1968 : sculptures pour le labyrinthe du Cantique des Cantiques au Musée Van Buuren à Bruxelles.
- 1979 : Le Souvenir[1], au Musée d'art contemporain en plein air du Sart Tilman, Université de Liège
- 1982-1984 : Arpèges, grilles monumentales du Musée d'art moderne de Bruxelles.
- Icare, bois, au Musée d'art contemporain en plein air du Sart Tilman, Université de Liège.
- Polyphème le cyclope au parc Meudon à Neder-Over-Heembeek à Bruxelles.

|  |  |  |

## Publications
- "L'espace", dans Bulletin de la Classe des Beaux-Arts, 6e série, Tome III, 5-9, Académie Royale de Belgique, 1992, tiré à part, 26 p.